# سورمتسه
سورْمِتْسَه (به فنلاندی: Suurmetsä) یک منطقهٔ مسکونی در فنلاند است که در هلسینکی واقع شده‌است.